# Dianthus stramineus
Dianthus stramineus är en nejlikväxtart som beskrevs av Pierre Edmond Boissier och Heldr. Dianthus stramineus ingår i släktet nejlikor, och familjen nejlikväxter. Inga underarter finns listade i Catalogue of Life.